# 警員 (瑞典)
警员（瑞典語：Polisassistent），是瑞典警察最低的警銜，位于警督之下，可分为两种，入队未满4年的警员肩章上有一皇冠，而入队满4年的警员（相当于高级警员）肩章则为皇冠加一划。2022年起，警员被划分成5个级别。警员的职务包括防止罪案发生、维持公众秩序与安全、侦查，并且进行刑事调查。

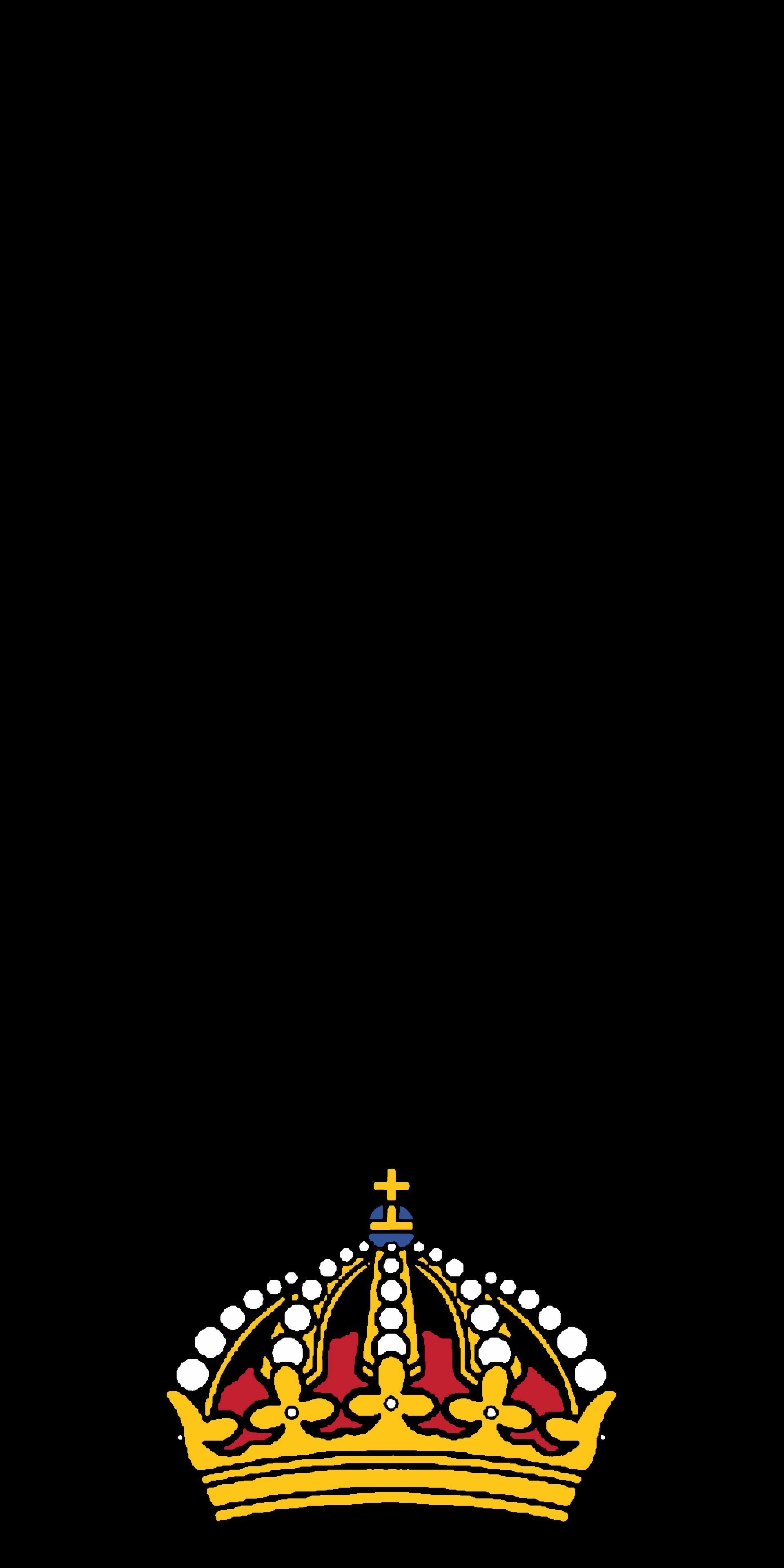
警员
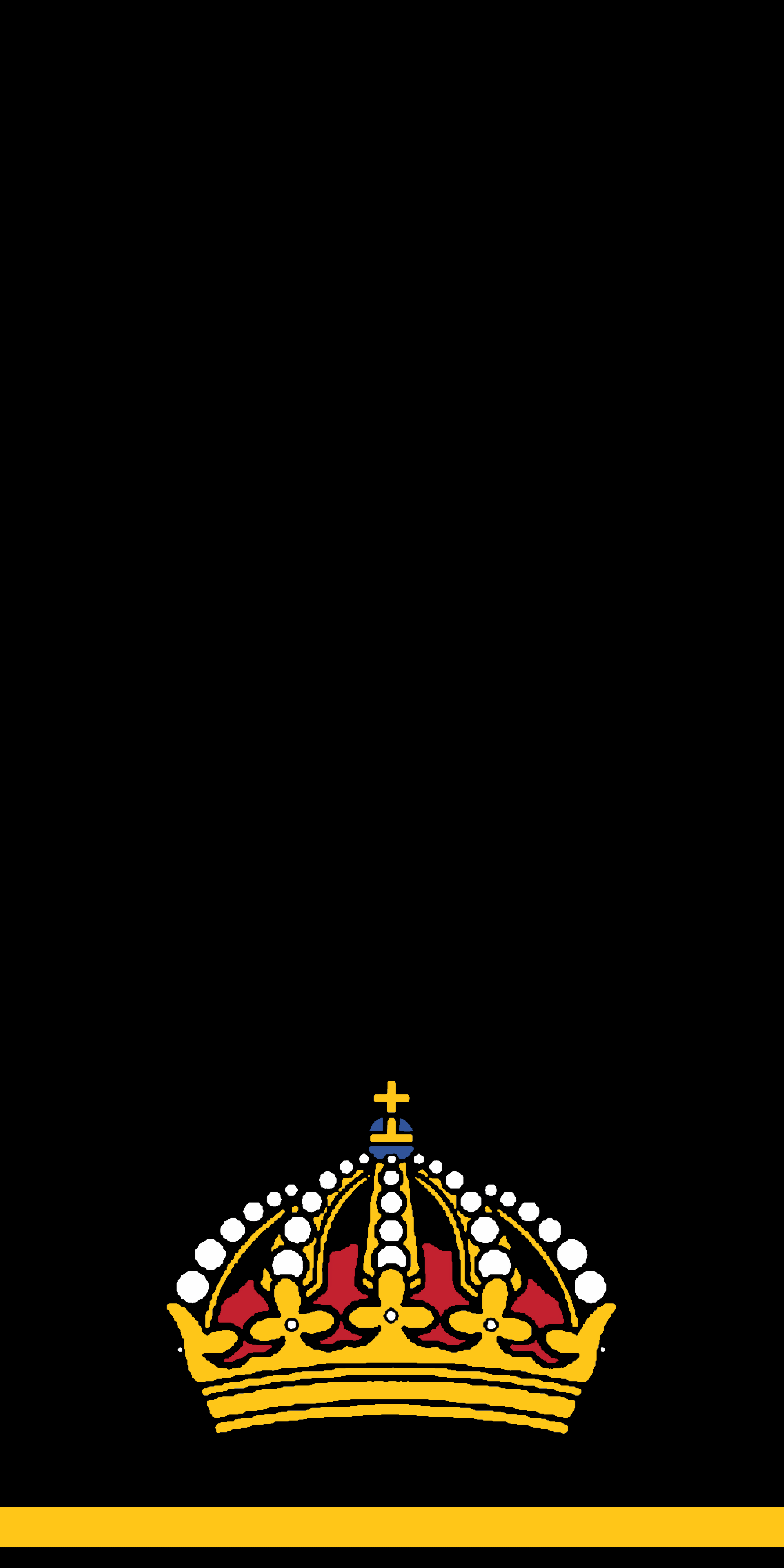
二级警员/入队满四年的警员（Polisassistent, medarbetarnivå 2 / fyra års anställning）
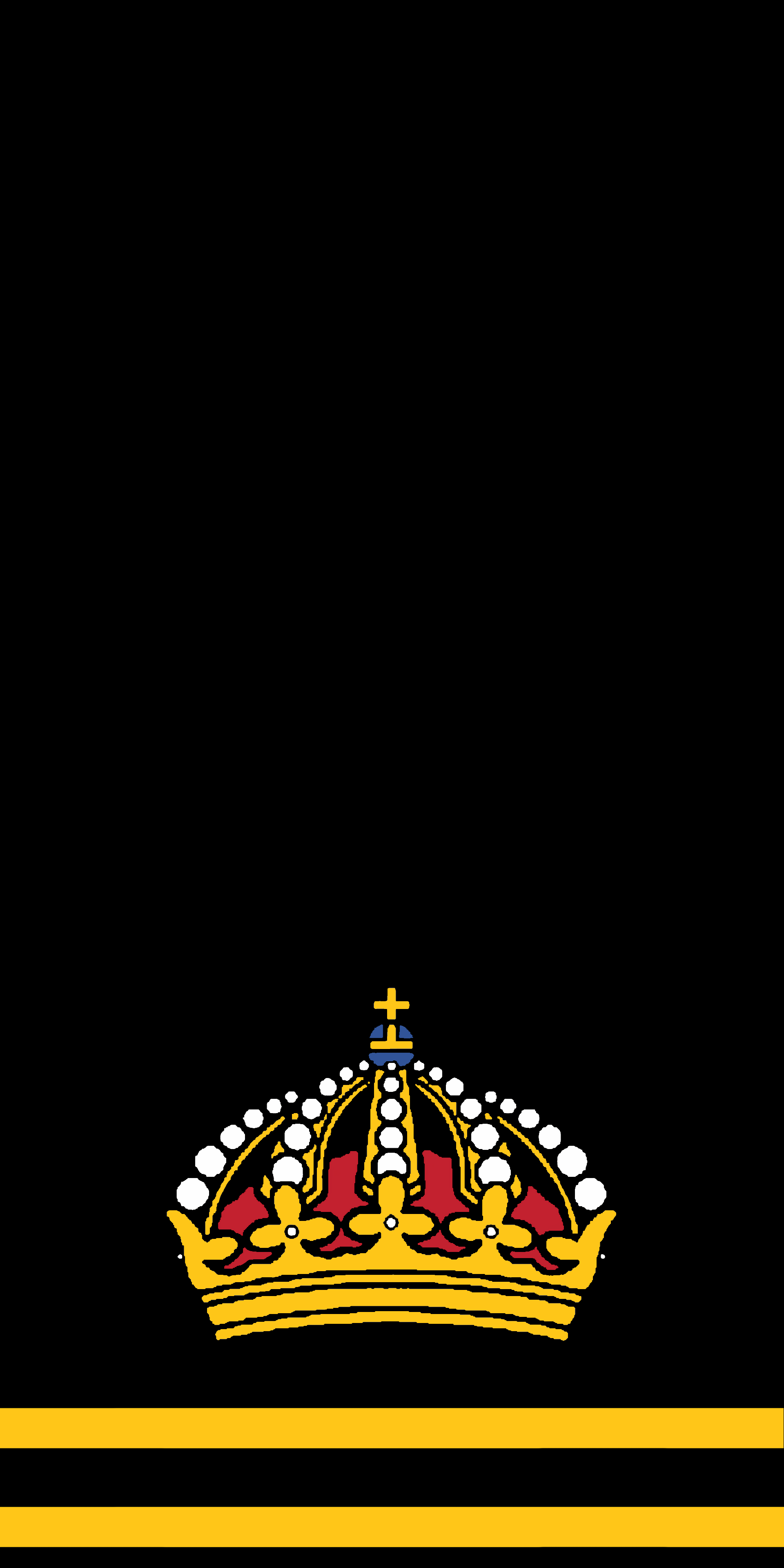
三级警员（Polisassistent, medarbetarnivå 3）
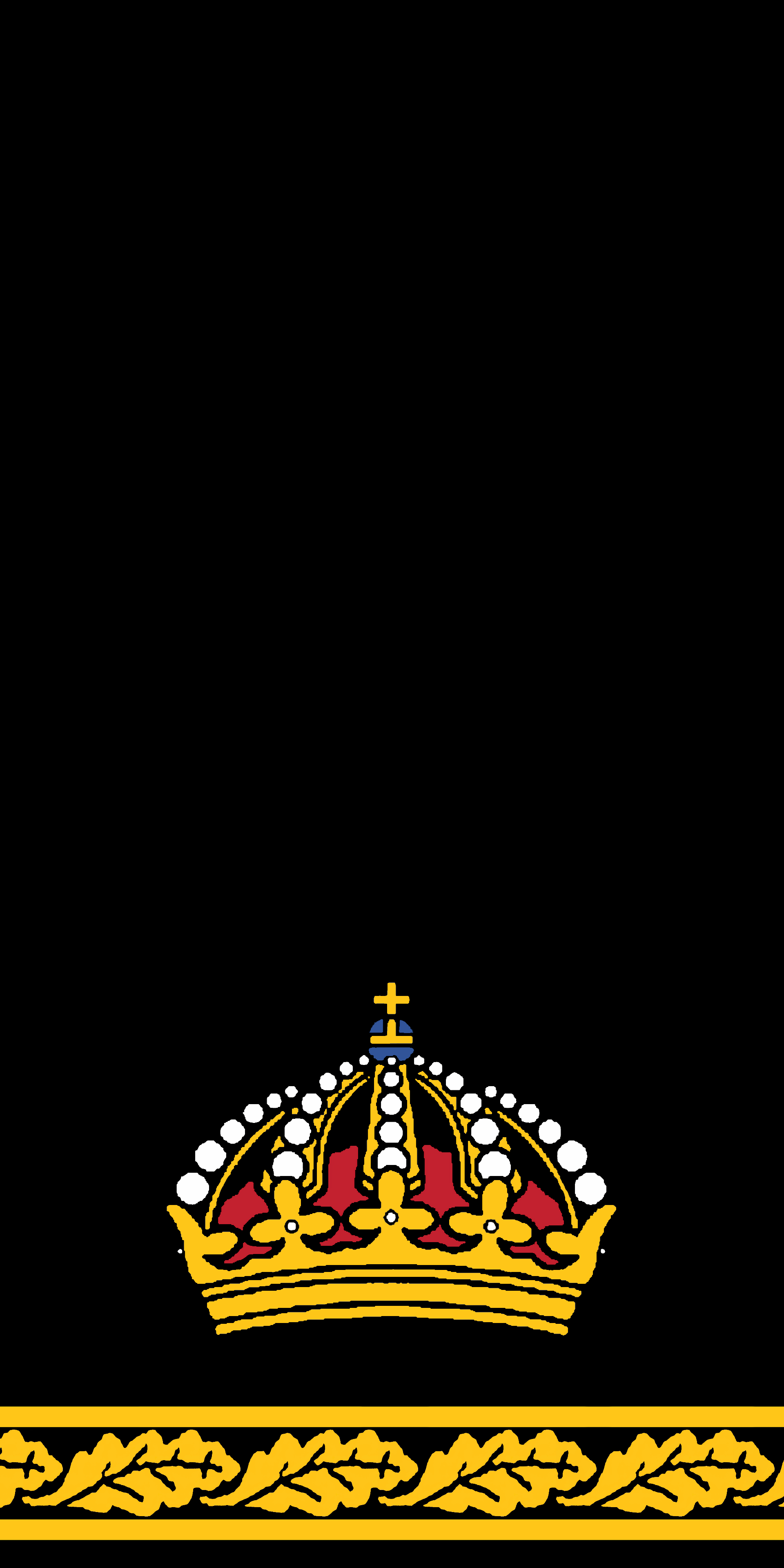
四级警员（Polisassistent, medarbetarnivå 4）
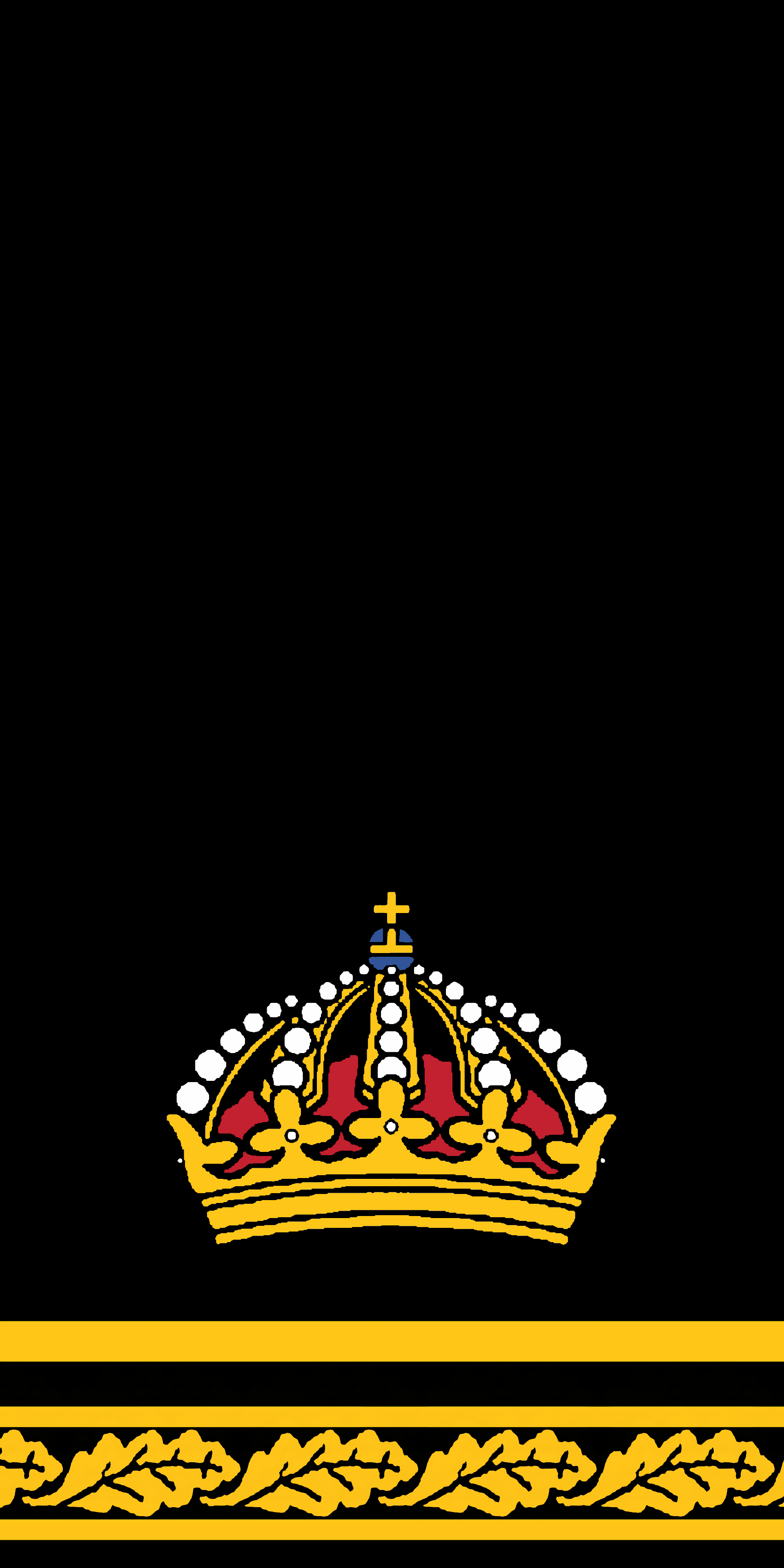
五级警员（Polisassistent, medarbetarnivå 5）